# Apis (mitología)

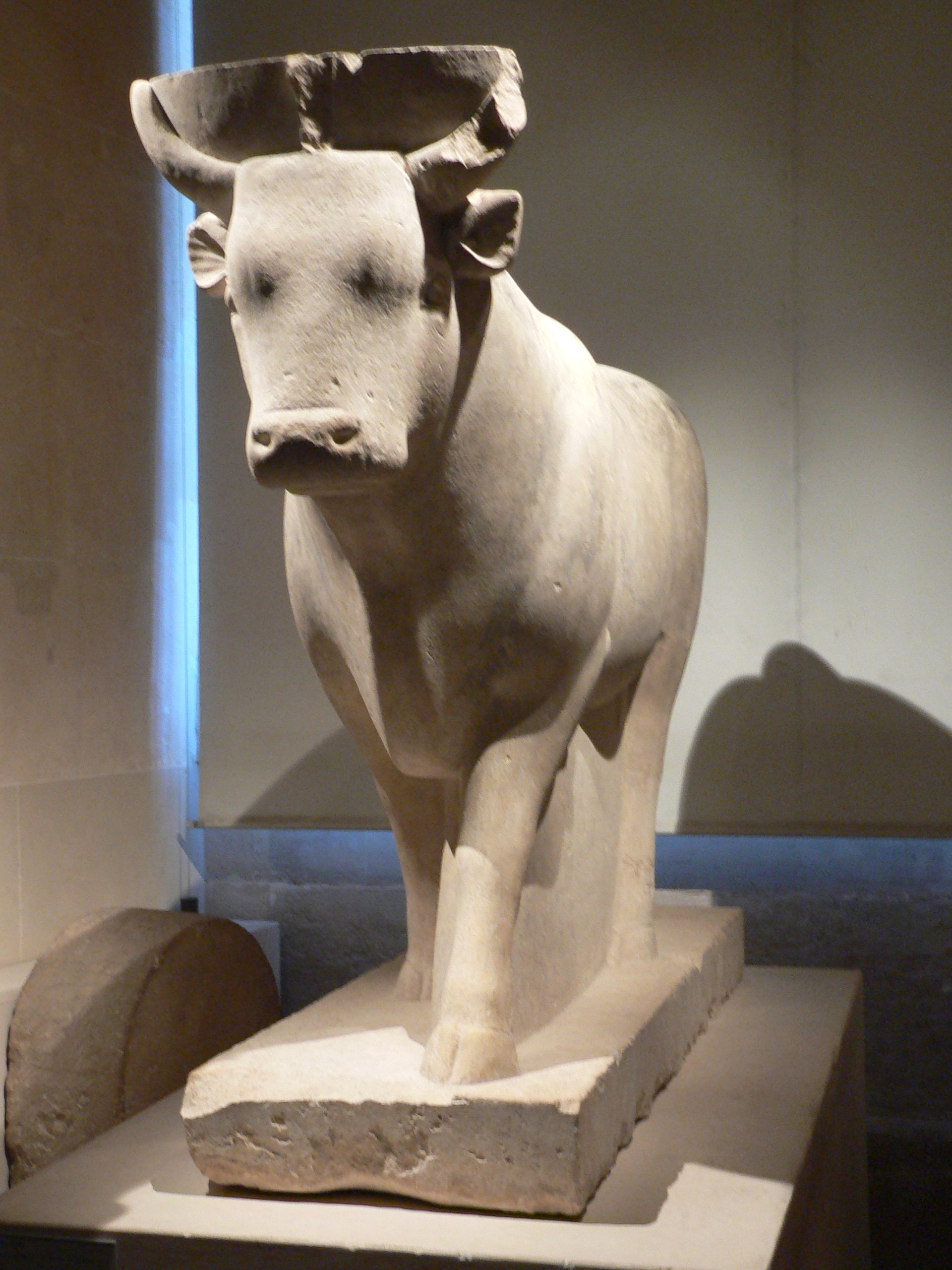
El toro Apis: Saqqara. Louvre.

Apis (nombre egipcio: Hap, Hepu; nombre griego: Apis (Απις), Epafos), el toro sagrado, fue una diosa solar, de la fertilidad, y, posteriormente, funerario, miembro de la corte de los dioses del antiguo Egipto.

## Iconografía
Era reconocido como toro u hombre con cabeza de toro, con el disco solar Uraeus arriba de la cabeza, al igual que otros dioses de Egipto, por ejemplo Ra.

## Mitología
Hijo de Isis, como vaca, fecundada por un rayo del Sol. 
El toro Apis era sagrado en el antiguo Egipto. Desde el Imperio Nuevo se le consideraba el heraldo de Ptah, luego de Osiris, y más tarde de Sokar. Por esto último, llegó a considerarse una de los integrantes del panteón de dioses egipcios asociados con la muerte.

## Culto
Fue venerado en Menfis, desde épocas de las primeras dinastías, como dios relacionado con la fertilidad de los rebaños, con el Sol y el dios del Nilo. Su culto pasó a Alejandría en la época ptolemaica, siendo muy popular entre griegos y romanos. A diferencia de los cultos de la mayoría de las otras deidades de Egipto, la veneración al toro Apis fue adoptada por los griegos, después, por los romanos, perdurando hasta casi el siglo IV.
El historiador romano Plinio el Viejo refiere, aunque de manera sucinta, las prácticas adivinatorias asociadas al culto del buey apis durante la época de la dominación romana:

En siendo hallado (el buey apis) lo llevan los Sacerdotes a Menfis, adonde tiene dos templos consagrados a él, que llaman talamos, de adonde los pueblos toman sus agüeros. Entrando en el uno, significa cosas alegres, y entrando en el otro, las pronostica tristes. Da respuestas a los particulares tomando el manjar de mano de los que le piden consejo de cosas venideras.
Plinio el Viejo, Historia Natural

## Sincretismo
Ptolomeo I Sóter introdujo el culto a Serapis, dios sincrético, con elementos mitológicos griegos y egipcios. El culto a Serapis perduró hasta el año 385, cuando los cristianos destruyeron el Serapeum de Alejandría, y, posteriormente, su culto fue prohibido por el decreto Teodosio I.

## Tradiciones
Existía una tradición muy importante relacionada con su muerte, momento en el cual se realizaba una celebración, dado que existía la creencia de que renacería. Tras un período de luto de sesenta días, mientras que era embalsamado, se enterraba el cuerpo del buey, y en ese momento los sacerdotes de Ptah le buscaba un sucesor. Al encontrarlo, se realizaba otra festividad con otros dioses.

## Serapeum de Saqqara
Auguste Mariette excavó el Serapeum de Saqqara hallando los sarcófagos de más de sesenta bueyes, aunque vacíos, que iban desde la época de Amenofis III a la de Ptolomeo X Alejandro. Al principio, cada animal era enterrado en una tumba con una capilla construida sobre él. El sacerdote Jaemuaset, hijo de Ramsés II (siglo XIII a. C.), excavó una gran galería con cámaras laterales donde se alojaban sus tumbas (también fue enterrado allí); otra galería similar fue añadida por Psamético I. Estelas funerarias con la declaración de la edad de los animales, las fechas de nacimiento y su muerte, con referencias a los reyes coetáneos, han arrojado mucha luz sobre la cronología de la vigésima Segunda dinastía en adelante. El nombre de la madre-vaca y el lugar de nacimiento se registraba a menudo. Los sarcófagos son de gran tamaño, y el entierro debió haber originado enormes gastos. Además, es loable que los sacerdotes lograran enterrar a uno de los animales en el cuarto año de Cambises II.
|  |

|  |

|  |

|  |

|  |

|  |

|  |

|  |

## Otros toros sagrados
Apis no fue el único toro adorado en Egipto, aunque menos conocidos, al menos hubo tres tipos más de toros sagrados:
- Mnevis o Merur, el toro sagrado relacionado con Atum-Ra, llamado "La renovación de la Vida", y con Osiris como Mnevis-Osiris o Mnevis-Uenen-Nofer; fue venerado en Heliópolis.
- Bujis o Baj, el toro sagrado de Montu, venerado en Hermontis, el  "Toro de las montañas y el ocaso".
- El toro del dios Min, venerado en Coptos y Jemnis; mencionado con relación al dios Min.